# Sprawstwo polecające
Sprawstwo polecające – w prawie karnym zachowanie polegające na poleceniu wykonania czynu zabronionego innej osobie lub osobom - sprawcom wykonawczym. Warunkiem zaistnienia sprawstwa polecającego jest, by sprawca wykonawczy był uzależniony od sprawcy polecającego, a sprawca polecający działał z wykorzystaniem tego uzależnienia. Nie ma znaczenia źródło uzależnienia (formalne czy faktyczne). Brak uzależnienia oznacza, że nie zachodzi sprawstwo polecające. W takim wypadku może jednak zachodzić podżeganie lub pomocnictwo, bądź jedno i drugie.
Sprawstwo polecające może zostać popełnione przez pojedynczą osobę, bądź we współsprawstwie. Możliwe jest, że sprawca polecający działa umyślnie, zaś sprawca wykonawczy nieumyślnie. Możliwe jest także nieumyślne sprawstwo polecające, choć w praktyce takie wypadki są niezwykle rzadkie, zresztą część doktryny neguje dopuszczalność stosowania takiej konstrukcji.
Sprawca polecający może skorzystać z instytucji czynnego żalu tak, jak każdy inny współdziałający. 